# Campo de refugiados de Bidibidi

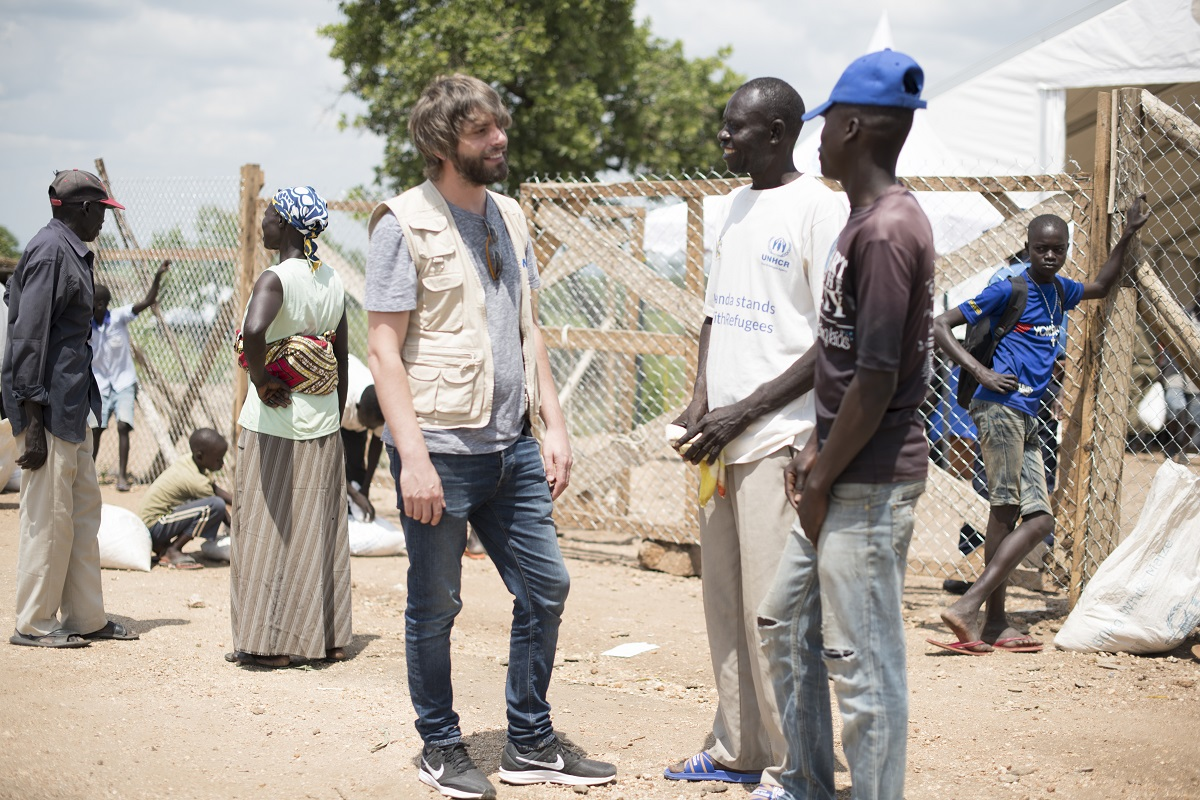
El compositor Benson Taylor en el campo de Bidi Bidi en junio de 2018

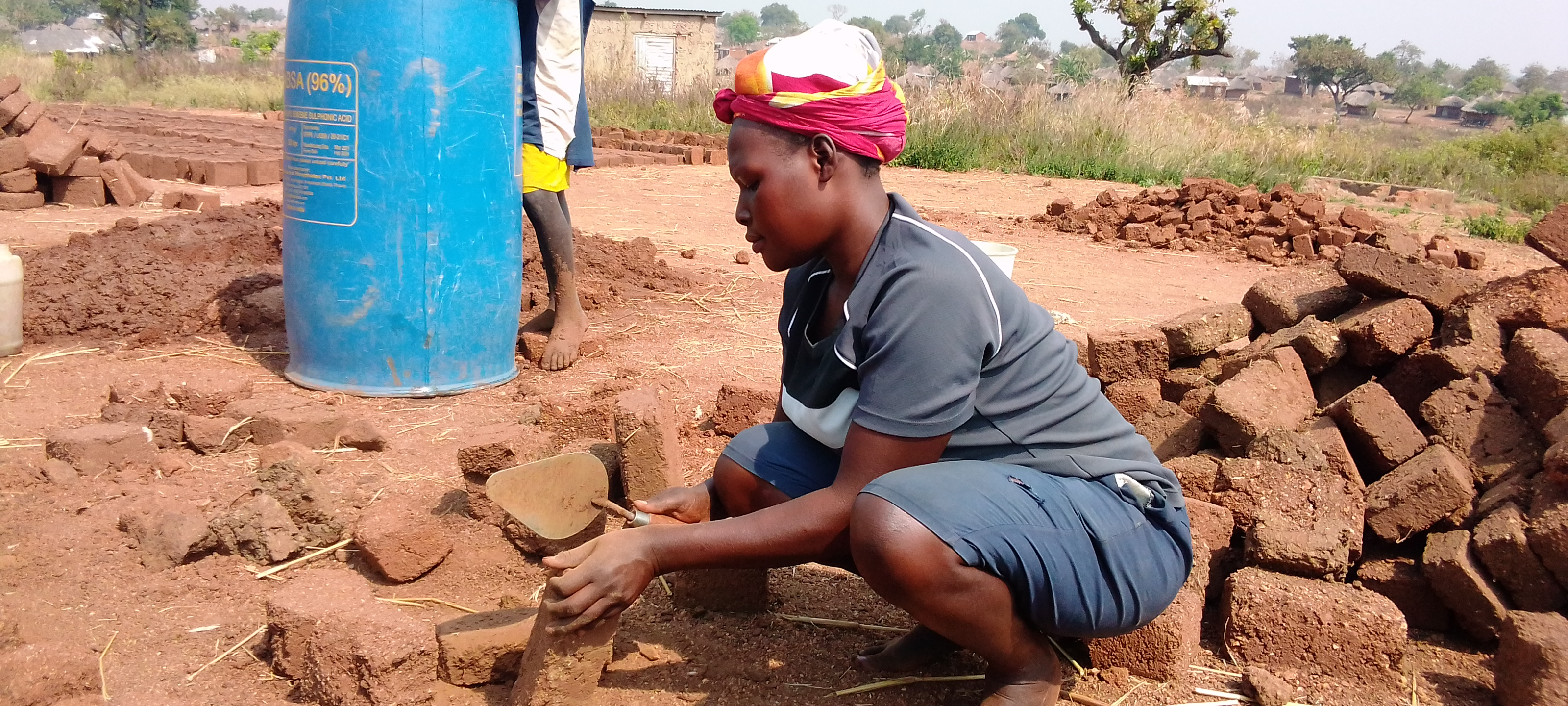
Fabricando ladrillos den Bidibidi

El campo de refugiados de Bidibidi (o Bidi Bidi) se encuentra en el noroeste de  Uganda, en el distrito de Yumbe, fronterizo con Sudán del Sur. En julio de 2019, según ACNUR, había 227.909 refugiados. Este también llamado asentamiento está seguido muy de cerca en número de refugiados por el de Adjumani, a poca distancia al sur, con 204.987 personas. Según datos de la Unión Europea, desde 2022 hasta 2024, el número de refugiados en Uganda procedente de los países vecinos aumentó en 335.000 personas.
Bidibidi cubre unos 250 km² de la mitad oriental del distrito de Yumbe, muy cerca de la frontera de Sudán del Sur y del distrito de Moyo, a lo largo de la orilla occidental del río Kochi.

## Historia
Bidibidi fue abierto en agosto de 2016 para acoger a los refugiados de Sudán del Sur que huían de la guerra civil. Desde su apertura en agosto de ese año, empezó a acoger a unos 6.000 refugiados cada día. En septiembre, los 193 Estados de Naciones Unidas se comprometieron a la integración de estas personas en sus países de acogida, y Uganda se prestó a ello con la ayuda económica de la propia Naciones Unidas y numerosos organismo internacionales. El campo se convirtió en un asentamiento y actualmente se está convirtiendo en una ciudad. Sus habitantes pueden vivir, cultivar la tierra y trabajar libremente. Las cinco zonas del campo, rodeadas de cultivos de maíz, cacahuete y sésamo, se han integrado con las poblaciones locales intercaladas. Se han construido iglesias, centros de salud, escuelas y talleres.

## Refugiados en Uganda
En Uganda había en noviembre de 2024, 1.786.293 de refugiados y buscadores de asilo, de los que el 17% se encontraban (en 2019) en el asentamiento de Bidibidi. Del total, 971.462 proceden de Sudán del Sur, 559.118 de la RDC, 62.773 de Sudán, 58.330 de Eritrea y 50.943 de Somalia. El conflicto de Sudán hizo que en diciembre de 2024 hubiera ya 62.773 refugiados procedentes de ese país. Solo en 2024, de enero a noviembre acuden al país 140.701 refugiados, 25.000 de Sudán del Sur, 44.226 de Sudán y 46.236 de la RDC,